# Pimentel (Italia)
Pimentel (en sardo: Pramantèllu) es un municipio de Italia de 1.238 habitantes en la provincia de Cerdeña del Sur, región de Cerdeña. Está situado a 30 km al norte de Cagliari, en el valle del río Funtana Brebeis (afluente del río Mannu).
Algunos lugares de interés son la necrópolis de S'acqua salida, donde se hallan algunas domus de janas, y la iglesia parroquial de Madonna del Carmine, datada de mediados del siglo XVII.

## Evolución demográfica
| Gráfica de evolución demográfica de Pimentel entre 1861 y 2001 |
|                                                                |
| Fuente ISTAT - Elaboración gráfica de Wikipedia                |